# Marcel Herrand

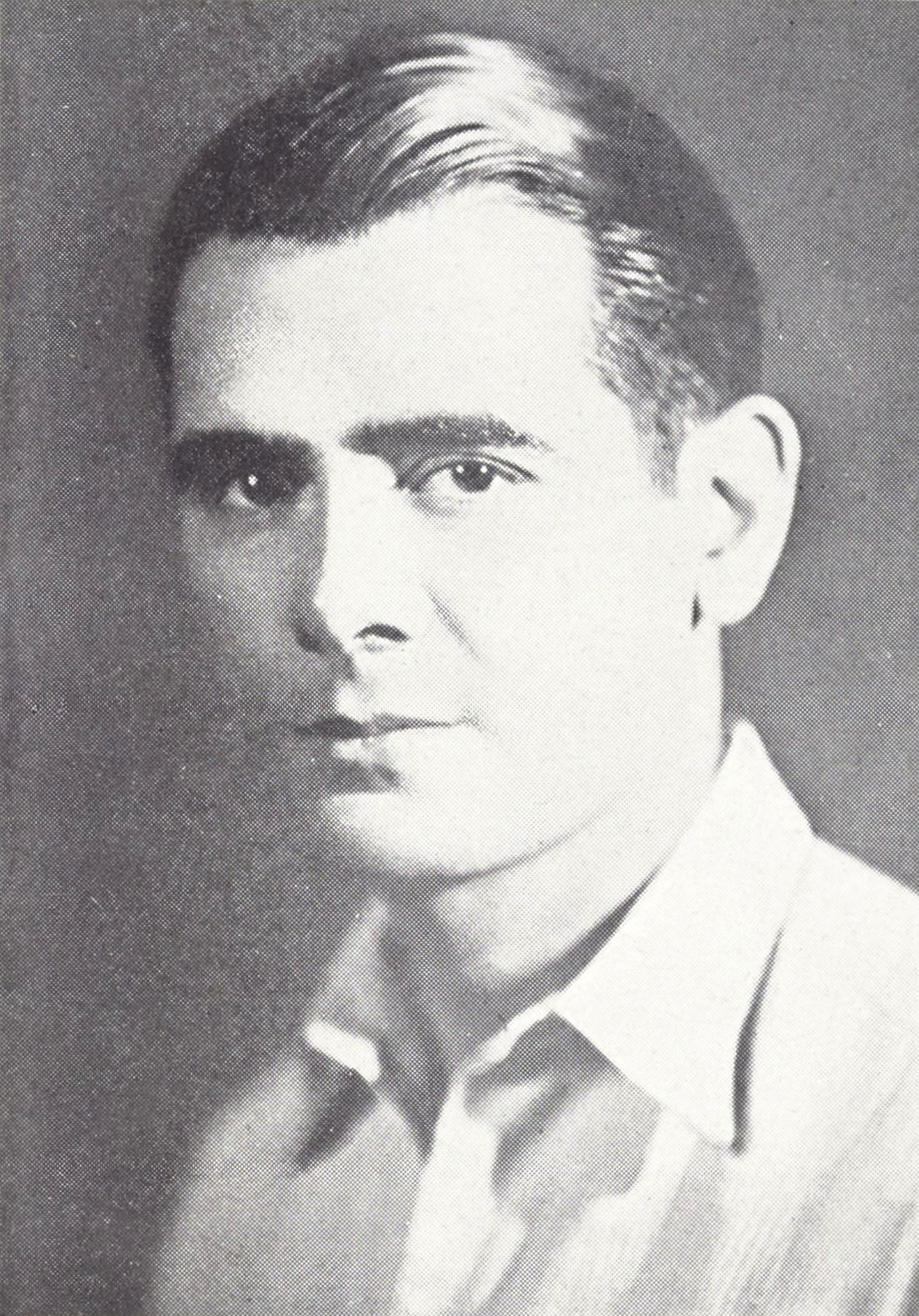
Marcel Herrand (1939)

Marcel Herrand (* 8. Oktober 1897 in Paris; † 11. Juni 1953 in Montfort-l’Amaury/Frankreich) war ein französischer Theater- und Filmschauspieler. Von 1934 bis 1938 leitete er überdies das Pariser Théâtre de l’Atelier und danach das Théâtre des Mathurins.

## Biografie
Seine erste Rolle am Theater erhielt er im Jahr 1917 in Guillaume Apollinaires Stück Les Mamelles de Tirésias. Auch in Jean Cocteaus Stück Orphée (1926) und Arthur Schnitzlers Schauspiel Liebelei (1933) war er auf der Bühne zu sehen. Seit seinem ersten Film „Le Jugement de minuit“ (1932) spielte er in 26 Kinofilmen mit, von denen viele zu Klassikern wurden. Eine seiner bekanntesten Rollen war die des Pierre-François Lacenaire in Marcel Carnés Film Kinder des Olymp (1943/45). Er starb an einer Krebserkrankung im Juni 1953.

## Filmographie (Auswahl)
- 1942: Der Teufel gibt sich die Ehre (Les visiteurs du soir)
- 1943: Der Graf von Monte Christo (Le Comte de Monte-Cristo) (2 Teile)
- 1943/45: Kinder des Olymp (Les enfants du paradis)
- 1946: Chanson der Liebe (Etoile sans lumière)
- 1946: Martin Roumagnac
- 1946: Ruy Blas – der Geliebte der Königin (Ruy Blas)
- 1947: Fantomas (Fantômas)
- 1947: Kutsche Nr. 13 (Le fiacre 13)
- 1950: Die letzten Tage von Pompeji (Les derniers jours de Pompeji)
- 1952: Fanfan, der Husar (Fanfan la Tulipe)
- 1952: Die ehrbare Dirne (La P… respectueuse)